# Tournoi de tennis de Stuttgart
Ne doit pas être confondu avec Tournoi de tennis Stuttgart Indoors.
Le tournoi de Stuttgart (Bade-Wurtemberg, Allemagne) est un tournoi de tennis professionnel féminin du circuit WTA et masculin du circuit ATP.

## Le tournoi féminin
Le tournoi féminin (Porsche Tennis Grand Prix) est organisé chaque année depuis 1978 à Filderstadt à proximité de Stuttgart jusqu'en 2005. Depuis 2006, la compétition se joue à la Porsche Arena à Stuttgart même. Traditionnellement disputé en fin de saison sur surface dure, le tournoi est déplacé fin avril à partir de 2009, tout en adoptant la terre battue, à quelques semaines de Roland-Garros.
La gagnante de l'épreuve de simple reçoit, en plus du prize money, une voiture de luxe.
Si Martina Navrátilová détient le record de titres en simple (6), Tracy Austin s'est imposée quatre fois de suite entre 1978 et 1981.

## Le tournoi masculin
Le tournoi masculin (Mercedes Cup) a été rétrogradé en 2009 de la catégorie International Series Gold (devenue 500 Series) à celle des 250 Series.
Le tournoi, qui s'est toujours joué sur terre battue (bleue en 1993), se joue sur gazon à  partir de 2015.

### Champions les plus titrés
En simple
 Rafael Nadal : 3 titres (2 titres sur terre battue, 1 titre sur gazon).

 Gustavo Kuerten,  Thomas Muster,  Martín Jaite et  Matteo Berrettini : 2 titres.
En double
 Tomáš Šmíd : 3 titres.

## Palmarès dames

### Simple
| No | Date       | Nom et lieu du tournoi                            | Catégorie                                         | Dotation                                          | Surface                                           | Vainqueure                                        | Finaliste                                         | Score                                             |                                                   |
| -- | ---------- | ------------------------------------------------- | ------------------------------------------------- | ------------------------------------------------- | ------------------------------------------------- | ------------------------------------------------- | ------------------------------------------------- | ------------------------------------------------- | ------------------------------------------------- |
| 1  | 23-10-1978 | Porsche Classic, Filderstadt                      |                                                   | 35 000 $                                          | Dur (int.)                                        | Tracy Austin                                      | Betty Stöve                                       | 6-3, 6-3                                          | Tableau                                           |
| 2  | 05-11-1979 | Porsche Grand Prix, Filderstadt                   | Colgate Series                                    | 100 000 $                                         | Dur (int.)                                        | Tracy Austin                                      | Martina Navrátilová                               | 6-2, 6-0                                          | Tableau                                           |
| 3  | 03-11-1980 | Porsche Grand Prix, Filderstadt                   |                                                   | 125 000 $                                         | Dur (int.)                                        | Tracy Austin                                      | Sherry Acker                                      | 6-2, 7-5                                          | Tableau                                           |
| 4  | 26-10-1981 | Porsche Tennis GP, Filderstadt                    |                                                   | 125 000 $                                         | Dur (int.)                                        | Tracy Austin                                      | Martina Navrátilová                               | 4-6, 6-3, 6-4                                     | Tableau                                           |
| 5  | 18-10-1982 | Porsche Grand Prix, Filderstadt                   | Series 4                                          | 150 000 $                                         | Dur (int.)                                        | Martina Navrátilová                               | Tracy Austin                                      | 6-3, 6-3                                          | Tableau                                           |
| 6  | 24-10-1983 | Porsche Grand Prix, Stuttgart                     |                                                   | 150 000 $                                         | Dur (int.)                                        | Martina Navrátilová                               | Catherine Tanvier                                 | 6-1, 6-2                                          | Tableau                                           |
| 7  | 15-10-1984 | Porsche Grand Prix, Filderstadt                   |                                                   | 150 000 $                                         | Dur (int.)                                        | Catarina Lindqvist                                | Steffi Graf                                       | 6-1, 6-4                                          | Tableau                                           |
| 8  | 14-10-1985 | Porsche Classic, Filderstadt                      |                                                   | 175 000 $                                         | Dur (int.)                                        | Pam Shriver                                       | Catarina Lindqvist                                | 6-1, 7-5                                          | Tableau                                           |
| 9  | 13-10-1986 | Porsche Grand Prix, Filderstadt                   |                                                   | 175 000 $                                         | Dur (int.)                                        | Martina Navrátilová                               | Hana Mandlíková                                   | 6-2, 6-3                                          | Tableau                                           |
| 10 | 12-10-1987 | Porsche Tennis Grand Prix, Filderstadt            |                                                   | 175 000 $                                         | Dur (int.)                                        | Martina Navrátilová                               | Chris Evert                                       | 7-5, 6-1                                          | Tableau                                           |
| 11 | 10-10-1988 | Porsche Grand Prix, Filderstadt                   | Tier III                                          | 250 000 $                                         | Dur (int.)                                        | Martina Navrátilová                               | Chris Evert                                       | 6-2, 6-3                                          | Tableau                                           |
| 12 | 09-10-1989 | Porsche Grand Prix, Filderstadt                   | Tier III                                          | 250 000 $                                         | Dur (int.)                                        | Gabriela Sabatini                                 | Mary Joe Fernández                                | 7-6, 6-4                                          | Tableau                                           |
| 13 | 15-10-1990 | Porsche Tennis GP, Filderstadt                    | Tier II                                           | 350 000 $                                         | Dur (int.)                                        | Mary Joe Fernández                                | Barbara Paulus                                    | 6-1, 6-3                                          | Tableau                                           |
| 14 | 14-10-1991 | Porsche Tennis GP, Filderstadt                    | Tier II                                           | 350 000 $                                         | Dur (int.)                                        | Anke Huber                                        | Martina Navrátilová                               | 2-6, 6-2, 7-6                                     | Tableau                                           |
| 15 | 12-10-1992 | Porsche Tennis GP, Filderstadt                    | Tier II                                           | 350 000 $                                         | Dur (int.)                                        | Martina Navrátilová                               | Gabriela Sabatini                                 | 7-6, 6-3                                          | Tableau                                           |
| 16 | 11-10-1993 | Porsche Tennis GP, Filderstadt                    | Tier II                                           | 375 000 $                                         | Dur (int.)                                        | Mary Pierce                                       | Natasha Zvereva                                   | 6-3, 6-3                                          | Tableau                                           |
| 17 | 10-10-1994 | Porsche Tennis GP, Filderstadt                    | Tier II                                           | 400 000 $                                         | Dur (int.)                                        | Anke Huber                                        | Mary Pierce                                       | 6-4, 6-2                                          | Tableau                                           |
| 18 | 09-10-1995 | Porsche Tennis GP, Filderstadt                    | Tier II                                           | 430 000 $                                         | Dur (int.)                                        | Iva Majoli                                        | Gabriela Sabatini                                 | 6-4, 7-6                                          | Tableau                                           |
| 19 | 07-10-1996 | Porsche Tennis GP, Filderstadt                    | Tier II                                           | 450 000 $                                         | Dur (int.)                                        | Martina Hingis                                    | Anke Huber                                        | 6-2, 3-6, 6-3                                     | Tableau                                           |
| 20 | 06-10-1997 | Porsche Tennis GP, Filderstadt                    | Tier II                                           | 450 000 $                                         | Dur (int.)                                        | Martina Hingis                                    | Lisa Raymond                                      | 6-4, 6-2                                          | Tableau                                           |
| 21 | 05-10-1998 | Porsche Tennis GP, Filderstadt                    | Tier II                                           | 450 000 $                                         | Dur (int.)                                        | Sandrine Testud                                   | Lindsay Davenport                                 | 7-5, 6-3                                          | Tableau                                           |
| 22 | 04-10-1999 | Porsche Tennis Grand Prix, Filderstadt            | Tier II                                           | 520 000 $                                         | Dur (int.)                                        | Martina Hingis                                    | Mary Pierce                                       | 6-4, 6-1                                          | Tableau                                           |
| 23 | 02-10-2000 | Porsche Tennis Grand Prix, Filderstadt            | Tier II                                           | 535 000 $                                         | Dur (int.)                                        | Martina Hingis                                    | Kim Clijsters                                     | 6-0, 6-3                                          | Tableau                                           |
| 24 | 08-10-2001 | Porsche Tennis Grand Prix, Filderstadt            | Tier II                                           | 565 000 $                                         | Dur (int.)                                        | Lindsay Davenport                                 | Justine Henin                                     | 7-5, 6-4                                          | Tableau                                           |
| 25 | 07-10-2002 | Porsche Grand Prix, Filderstadt                   | Tier II                                           | 625 000 $                                         | Dur (int.)                                        | Kim Clijsters                                     | Daniela Hantuchová                                | 4-6, 6-3, 6-4                                     | Tableau                                           |
| 26 | 06-10-2003 | Porsche Tennis Grand Prix, Filderstadt            | Tier II                                           | 650 000 $                                         | Dur (int.)                                        | Kim Clijsters                                     | Justine Henin Hardenne                            | 5-7, 6-4, 6-2                                     | Tableau                                           |
| 27 | 04-10-2004 | Porsche Tennis Grand Prix, Filderstadt            | Tier II                                           | 650 000 $                                         | Dur (int.)                                        | Lindsay Davenport                                 | Amélie Mauresmo                                   | 6-2, ab.                                          | Tableau                                           |
| 28 | 03-10-2005 | Porsche Tennis Grand Prix, Filderstadt            | Tier II                                           | 650 000 $                                         | Dur (int.)                                        | Lindsay Davenport                                 | Amélie Mauresmo                                   | 6-2, 6-4                                          | Tableau                                           |
| 29 | 02-10-2006 | Porsche Tennis Grand Prix, Stuttgart              | Tier II                                           | 650 000 $                                         | Dur (int.)                                        | Nadia Petrova                                     | Tatiana Golovin                                   | 6-3, 7-64                                         | Tableau                                           |
| 30 | 01-10-2007 | Porsche Tennis Grand Prix, Stuttgart              | Tier II                                           | 650 000 $                                         | Dur (int.)                                        | Justine Henin                                     | Tatiana Golovin                                   | 2-6, 6-2, 6-1                                     | Tableau                                           |
| 31 | 29-09-2008 | Porsche Tennis Grand Prix, Stuttgart              | Tier II                                           | 650 000 $                                         | Dur (int.)                                        | Jelena Janković                                   | Nadia Petrova                                     | 6-4, 6-3                                          | Tableau                                           |
| 32 | 27-04-2009 | Porsche Tennis Grand Prix, Stuttgart              | Premier                                           | 700 000 $                                         | Terre (int.)                                      | Svetlana Kuznetsova                               | Dinara Safina                                     | 6-4, 6-3                                          | Tableau                                           |
| 33 | 26-04-2010 | Porsche Tennis Grand Prix, Stuttgart              | Premier                                           | 700 000 $                                         | Terre (int.)                                      | Justine Henin                                     | Samantha Stosur                                   | 6-4, 2-6, 6-1                                     | Tableau                                           |
| 34 | 18-04-2011 | Porsche Tennis Grand Prix, Stuttgart              | Premier                                           | 721 000 $                                         | Terre (int.)                                      | Julia Görges                                      | Caroline Wozniacki                                | 7-63, 6-3                                         | Tableau                                           |
| 35 | 23-04-2012 | Porsche Tennis Grand Prix, Stuttgart              | Premier                                           | 740 000 $                                         | Terre (int.)                                      | Maria Sharapova                                   | Victoria Azarenka                                 | 6-1, 6-4                                          | Tableau                                           |
| 36 | 22-04-2013 | Porsche Tennis Grand Prix, Stuttgart              | Premier                                           | 795 707 $                                         | Terre (int.)                                      | Maria Sharapova                                   | Li Na                                             | 6-4, 6-3                                          | Tableau                                           |
| 37 | 21-04-2014 | Porsche Tennis Grand Prix, Stuttgart              | Premier                                           | 710 000 $                                         | Terre (int.)                                      | Maria Sharapova                                   | Ana Ivanović                                      | 3-6, 6-4, 6-1                                     | Tableau                                           |
| 38 | 20-04-2015 | Porsche Tennis Grand Prix, Stuttgart              | Premier                                           | 665 900 $                                         | Terre (int.)                                      | Angelique Kerber                                  | Caroline Wozniacki                                | 3-6, 6-1, 7-5                                     | Tableau                                           |
| 39 | 18-04-2016 | Porsche Tennis Grand Prix, Stuttgart              | Premier                                           | 693 900 $                                         | Terre (int.)                                      | Angelique Kerber                                  | Laura Siegemund                                   | 6-4, 6-0                                          | Tableau                                           |
| 40 | 24-04-2017 | Porsche Tennis Grand Prix, Stuttgart              | Premier                                           | 710 900 $                                         | Terre (int.)                                      | Laura Siegemund                                   | Kristina Mladenovic                               | 6-1, 2-6, 7-65                                    | Tableau                                           |
| 41 | 23-04-2018 | Porsche Tennis Grand Prix, Stuttgart              | Premier                                           | 750 900 $                                         | Terre (int.)                                      | Karolína Plíšková                                 | Coco Vandeweghe                                   | 7-62, 6-4                                         | Tableau                                           |
| 42 | 22-04-2019 | Porsche Tennis Grand Prix, Stuttgart              | Premier                                           | 820 977 $                                         | Terre (int.)                                      | Petra Kvitová                                     | Anett Kontaveit                                   | 6-3, 7-62                                         | Tableau                                           |
| –  | 2020       | Tournoi annulé à cause de la pandémie de Covid-19 | Tournoi annulé à cause de la pandémie de Covid-19 | Tournoi annulé à cause de la pandémie de Covid-19 | Tournoi annulé à cause de la pandémie de Covid-19 | Tournoi annulé à cause de la pandémie de Covid-19 | Tournoi annulé à cause de la pandémie de Covid-19 | Tournoi annulé à cause de la pandémie de Covid-19 | Tournoi annulé à cause de la pandémie de Covid-19 |
| 43 | 19-04-2021 | Porsche Tennis Grand Prix, Stuttgart              | WTA 500                                           | 565 530 $                                         | Terre (int.)                                      | Ashleigh Barty                                    | Aryna Sabalenka                                   | 3-6, 6-0, 6-3                                     | Tableau                                           |
| 44 | 18-04-2022 | Porsche Tennis Grand Prix, Stuttgart              | WTA 500                                           | 757 900 $                                         | Terre (int.)                                      | Iga Świątek                                       | Aryna Sabalenka                                   | 6-2, 6-2                                          | Tableau                                           |
| 45 | 17-04-2023 | Porsche Tennis Grand Prix, Stuttgart              | WTA 500                                           | 780 637 $                                         | Terre (int.)                                      | Iga Świątek                                       | Aryna Sabalenka                                   | 6-3, 6-4                                          | Tableau                                           |
| 46 | 15-04-2024 | Porsche Tennis Grand Prix, Stuttgart              | WTA 500                                           | 922 573 $                                         | Terre (int.)                                      | Elena Rybakina                                    | Marta Kostyuk                                     | 6-2, 6-2                                          | Tableau                                           |
| 47 | 14-04-2025 | Porsche Tennis Grand Prix, Stuttgart              | WTA 500                                           | 1 064 510 $                                       | Terre (int.)                                      | Jeļena Ostapenko                                  | Aryna Sabalenka                                   | 6-4, 6-1                                          | Tableau                                           |

### Double
| No | Date       | Nom et lieu du tournoi                              | Catégorie                                           | Dotation                                            | Surface                                             | Vainqueures                                         | Finalistes                                          | Score                                               |                                                     |
| -- | ---------- | --------------------------------------------------- | --------------------------------------------------- | --------------------------------------------------- | --------------------------------------------------- | --------------------------------------------------- | --------------------------------------------------- | --------------------------------------------------- | --------------------------------------------------- |
| 1  | 23-10-1978 | Porsche Classic Filderstadt                         |                                                     | 35 000 $                                            | Dur (int.)                                          | Tracy Austin Betty Stöve                            | Mima Jaušovec Virginia Ruzici                       | 6-3, 6-2                                            | Tableau                                             |
| 2  | 05-11-1979 | Porsche Grand Prix Filderstadt                      | Colgate Series                                      | 100 000 $                                           | Dur (int.)                                          | Billie Jean King Martina Navrátilová                | Betty Stöve Wendy Turnbull                          | 6-3, 6-3                                            | Tableau                                             |
| 3  | 03-11-1980 | Porsche Grand Prix Filderstadt                      |                                                     | 125 000 $                                           | Dur (int.)                                          | Hana Mandlíková Betty Stöve                         | Kathy Jordan Anne Smith                             | 6-4, 7-5                                            | Tableau                                             |
| 4  | 26-10-1981 | Porsche Tennis GP Filderstadt                       |                                                     | 125 000 $                                           | Dur (int.)                                          | Mima Jaušovec Martina Navrátilová                   | Barbara Potter Anne Smith                           | 6-4, 6-1                                            | Tableau                                             |
| 5  | 18-10-1982 | Porsche Grand Prix Filderstadt                      | Series 4                                            | 150 000 $                                           | Dur (int.)                                          | Martina Navrátilová Pam Shriver                     | Candy Reynolds Anne Smith                           | 6-2, 6-3                                            | Tableau                                             |
| 6  | 24-10-1983 | Porsche Grand Prix Stuttgart                        |                                                     | 150 000 $                                           | Dur (int.)                                          | Martina Navrátilová Candy Reynolds                  | Virginia Ruzici Catherine Tanvier                   | 6-2, 6-1                                            | Tableau                                             |
| 7  | 15-10-1984 | Porsche Grand Prix Filderstadt                      |                                                     | 150 000 $                                           | Dur (int.)                                          | Claudia Kohde-Kilsch Helena Suková                  | Bettina Bunge Eva Pfaff                             | 6-2, 4-6, 6-3                                       | Tableau                                             |
| 8  | 14-10-1985 | Porsche Classic Filderstadt                         |                                                     | 175 000 $                                           | Dur (int.)                                          | Hana Mandlíková Pam Shriver                         | Carina Karlsson Tine Scheuer-Larsen                 | 6-2, 6-1                                            | Tableau                                             |
| 9  | 13-10-1986 | Porsche Grand Prix Filderstadt                      |                                                     | 175 000 $                                           | Dur (int.)                                          | Martina Navrátilová Pam Shriver                     | Zina Garrison Gabriela Sabatini                     | 7-6, 6-4                                            | Tableau                                             |
| 10 | 12-10-1987 | Porsche Tennis Grand Prix Filderstadt               |                                                     | 175 000 $                                           | Dur (int.)                                          | Martina Navrátilová Pam Shriver                     | Zina Garrison Lori McNeil                           | 6-1, 6-2                                            | Tableau                                             |
| 11 | 10-10-1988 | Porsche Grand Prix Filderstadt                      | Tier III                                            | 250 000 $                                           | Dur (int.)                                          | Iwona Kuczyńska Martina Navrátilová                 | Raffaella Reggi Elna Reinach                        | 6-1, 6-4                                            | Tableau                                             |
| 12 | 09-10-1989 | Porsche Grand Prix Filderstadt                      | Tier III                                            | 250 000 $                                           | Dur (int.)                                          | Gigi Fernández Robin White                          | Raffaella Reggi Elna Reinach                        | 6-4, 7-6                                            | Tableau                                             |
| 13 | 15-10-1990 | Porsche Tennis GP Filderstadt                       | Tier II                                             | 350 000 $                                           | Dur (int.)                                          | Mary Joe Fernández Zina Garrison                    | Mercedes Paz Arantxa Sánchez                        | 7-5, 6-3                                            | Tableau                                             |
| 14 | 14-10-1991 | Porsche Tennis GP Filderstadt                       | Tier II                                             | 350 000 $                                           | Dur (int.)                                          | Martina Navrátilová Jana Novotná                    | Pam Shriver Natasha Zvereva                         | 6-2, 5-7, 6-4                                       | Tableau                                             |
| 15 | 12-10-1992 | Porsche Tennis GP Filderstadt                       | Tier II                                             | 350 000 $                                           | Dur (int.)                                          | Arantxa Sánchez Helena Suková                       | Pam Shriver Natasha Zvereva                         | 6-4, 7-5                                            | Tableau                                             |
| 16 | 11-10-1993 | Porsche Tennis GP Filderstadt                       | Tier II                                             | 375 000 $                                           | Dur (int.)                                          | Gigi Fernández Natasha Zvereva                      | Patty Fendick Martina Navrátilová                   | 7-6, 6-4                                            | Tableau                                             |
| 17 | 10-10-1994 | Porsche Tennis GP Filderstadt                       | Tier II                                             | 400 000 $                                           | Dur (int.)                                          | Gigi Fernández Natasha Zvereva                      | Manon Bollegraf Larisa Neiland                      | 7-6, 6-4                                            | Tableau                                             |
| 18 | 09-10-1995 | Porsche Tennis GP Filderstadt                       | Tier II                                             | 430 000 $                                           | Dur (int.)                                          | Gigi Fernández Natasha Zvereva                      | Meredith McGrath Larisa Neiland                     | 5-7, 6-1, 6-4                                       | Tableau                                             |
| 19 | 07-10-1996 | Porsche Tennis GP Filderstadt                       | Tier II                                             | 450 000 $                                           | Dur (int.)                                          | Nicole Arendt Jana Novotná                          | Martina Hingis Helena Suková                        | 6-2, 6-3                                            | Tableau                                             |
| 20 | 06-10-1997 | Porsche Tennis GP Filderstadt                       | Tier II                                             | 450 000 $                                           | Dur (int.)                                          | Martina Hingis Arantxa Sánchez                      | Lindsay Davenport Jana Novotná                      | 7-6, 3-6, 7-6                                       | Tableau                                             |
| 21 | 05-10-1998 | Porsche Tennis GP Filderstadt                       | Tier II                                             | 450 000 $                                           | Dur (int.)                                          | Lindsay Davenport Natasha Zvereva                   | Anna Kournikova Arantxa Sánchez                     | 6-4, 6-2                                            | Tableau                                             |
| 22 | 04-10-1999 | Porsche Tennis Grand Prix Filderstadt               | Tier II                                             | 520 000 $                                           | Dur (int.)                                          | Chanda Rubin Sandrine Testud                        | Larisa Neiland Arantxa Sánchez                      | 6-3, 6-4                                            | Tableau                                             |
| 23 | 02-10-2000 | Porsche Tennis Grand Prix Filderstadt               | Tier II                                             | 535 000 $                                           | Dur (int.)                                          | Martina Hingis Anna Kournikova                      | Arantxa Sánchez Barbara Schett                      | 6-4, 6-2                                            | Tableau                                             |
| 24 | 08-10-2001 | Porsche Tennis Grand Prix Filderstadt               | Tier II                                             | 565 000 $                                           | Dur (int.)                                          | Lindsay Davenport Lisa Raymond                      | Justine Henin Meghann Shaughnessy                   | 6-4, 6-74, 7-5                                      | Tableau                                             |
| 25 | 07-10-2002 | Porsche Grand Prix Filderstadt                      | Tier II                                             | 625 000 $                                           | Dur (int.)                                          | Lindsay Davenport Lisa Raymond                      | Meghann Shaughnessy Paola Suárez                    | 6-2, 6-4                                            | Tableau                                             |
| 26 | 06-10-2003 | Porsche Tennis Grand Prix Filderstadt               | Tier II                                             | 650 000 $                                           | Dur (int.)                                          | Lisa Raymond Rennae Stubbs                          | Cara Black Martina Navrátilová                      | 6-2, 6-4                                            | Tableau                                             |
| 27 | 04-10-2004 | Porsche Tennis Grand Prix Filderstadt               | Tier II                                             | 650 000 $                                           | Dur (int.)                                          | Cara Black Rennae Stubbs                            | Anna-Lena Grönefeld Julia Schruff                   | 6-3, 6-2                                            | Tableau                                             |
| 28 | 03-10-2005 | Porsche Tennis Grand Prix Filderstadt               | Tier II                                             | 650 000 $                                           | Dur (int.)                                          | Daniela Hantuchová Anastasia Myskina                | Květa Peschke Francesca Schiavone                   | 6-0, 3-6, 7-5                                       | Tableau                                             |
| 29 | 02-10-2006 | Porsche Tennis Grand Prix Stuttgart                 | Tier II                                             | 650 000 $                                           | Dur (int.)                                          | Lisa Raymond Samantha Stosur                        | Cara Black Rennae Stubbs                            | 6-3, 6-4                                            | Tableau                                             |
| 30 | 01-10-2007 | Porsche Tennis Grand Prix Stuttgart                 | Tier II                                             | 650 000 $                                           | Dur (int.)                                          | Květa Peschke Rennae Stubbs                         | Chan Yung-jan Dinara Safina                         | 6-75, 7-64, [10-2]                                  | Tableau                                             |
| 31 | 29-09-2008 | Porsche Tennis Grand Prix Stuttgart                 | Tier II                                             | 650 000 $                                           | Dur (int.)                                          | Anna-Lena Grönefeld Patty Schnyder                  | Květa Peschke Rennae Stubbs                         | 6-2, 6-4                                            | Tableau                                             |
| 32 | 27-04-2009 | Porsche Tennis Grand Prix Stuttgart                 | Premier                                             | 700 000 $                                           | Terre (int.)                                        | Bethanie Mattek-Sands Nadia Petrova                 | Gisela Dulko Flavia Pennetta                        | 5-7, 6-3, [10-7]                                    | Tableau                                             |
| 33 | 26-04-2010 | Porsche Tennis Grand Prix Stuttgart                 | Premier                                             | 700 000 $                                           | Terre (int.)                                        | Gisela Dulko Flavia Pennetta                        | Květa Peschke Katarina Srebotnik                    | 3-6, 7-63, [10-5]                                   | Tableau                                             |
| 34 | 18-04-2011 | Porsche Tennis Grand Prix Stuttgart                 | Premier                                             | 721 000 $                                           | Terre (int.)                                        | Sabine Lisicki Samantha Stosur                      | Kristina Barrois Jasmin Wöhr                        | 6-1, 7-65                                           | Tableau                                             |
| 35 | 23-04-2012 | Porsche Tennis Grand Prix Stuttgart                 | Premier                                             | 740 000 $                                           | Terre (int.)                                        | Iveta Benešová Barbora Z. Strýcová                  | Julia Görges Anna-Lena Grönefeld                    | 6-4, 7-5                                            | Tableau                                             |
| 36 | 22-04-2013 | Porsche Tennis Grand Prix Stuttgart                 | Premier                                             | 795 707 $                                           | Terre (int.)                                        | Mona Barthel Sabine Lisicki                         | Bethanie Mattek-Sands Sania Mirza                   | 6-4, 7-5                                            | Tableau                                             |
| 37 | 21-04-2014 | Porsche Tennis Grand Prix Stuttgart                 | Premier                                             | 710 000 $                                           | Terre (int.)                                        | Sara Errani Roberta Vinci                           | Cara Black Sania Mirza                              | 6-2, 6-3                                            | Tableau                                             |
| 38 | 20-04-2015 | Porsche Tennis Grand Prix Stuttgart                 | Premier                                             | 665 900 $                                           | Terre (int.)                                        | Bethanie Mattek-Sands Lucie Šafářová                | Caroline Garcia Katarina Srebotnik                  | 6-4, 6-3                                            | Tableau                                             |
| 39 | 18-04-2016 | Porsche Tennis Grand Prix Stuttgart                 | Premier                                             | 693 900 $                                           | Terre (int.)                                        | Caroline Garcia Kristina Mladenovic                 | Martina Hingis Sania Mirza                          | 2-6, 6-1, [10-6]                                    | Tableau                                             |
| 40 | 24-04-2017 | Porsche Tennis Grand Prix Stuttgart                 | Premier                                             | 710 900 $                                           | Terre (int.)                                        | Raquel Atawo Jeļena Ostapenko                       | Abigail Spears Katarina Srebotnik                   | 6-4, 6-4                                            | Tableau                                             |
| 41 | 23-04-2018 | Porsche Tennis Grand Prix Stuttgart                 | Premier                                             | 750 900 $                                           | Terre (int.)                                        | Raquel Atawo Anna-Lena Grönefeld                    | Nicole Melichar Květa Peschke                       | 6-4, 65-7, [10-5]                                   | Tableau                                             |
| 42 | 22-04-2019 | Porsche Tennis Grand Prix Stuttgart                 | Premier                                             | 820 977 $                                           | Terre (int.)                                        | Mona Barthel Anna-Lena Friedsam                     | A. Pavlyuchenkova Lucie Šafářová                    | 2-6, 6-3, [10-6]                                    | Tableau                                             |
| –  | 2020       | Tournoi annulé à cause de la pandémie à coronavirus | Tournoi annulé à cause de la pandémie à coronavirus | Tournoi annulé à cause de la pandémie à coronavirus | Tournoi annulé à cause de la pandémie à coronavirus | Tournoi annulé à cause de la pandémie à coronavirus | Tournoi annulé à cause de la pandémie à coronavirus | Tournoi annulé à cause de la pandémie à coronavirus | Tournoi annulé à cause de la pandémie à coronavirus |
| 43 | 19-04-2021 | Porsche Tennis Grand Prix Stuttgart                 | WTA 500                                             | 565 530 $                                           | Terre (int.)                                        | Ashleigh Barty Jennifer Brady                       | Desirae Krawczyk Bethanie Mattek-Sands              | 6-4, 5-7, [10-5]                                    | Tableau                                             |
| 44 | 18-04-2022 | Porsche Tennis Grand Prix Stuttgart                 | WTA 500                                             | 757 900 $                                           | Terre (int.)                                        | Desirae Krawczyk Demi Schuurs                       | Cori Gauff Zhang Shuai                              | 6-3, 6-4                                            | Tableau                                             |
| 45 | 17-04-2023 | Porsche Tennis Grand Prix Stuttgart                 | WTA 500                                             | 780 637 $                                           | Terre (int.)                                        | Desirae Krawczyk Demi Schuurs                       | Nicole Melichar-Martinez Giuliana Olmos             | 6-4, 6-1                                            | Tableau                                             |
| 46 | 15-04-2024 | Porsche Tennis Grand Prix Stuttgart                 | WTA 500                                             | 922 573 $                                           | Terre (int.)                                        | Chan Hao-ching Veronika Kudermetova                 | Ulrikke Eikeri Ingrid Neel                          | 4-6, 6-3, [10-2]                                    | Tableau                                             |
| 47 | 14-04-2025 | Porsche Tennis Grand Prix Stuttgart                 | WTA 500                                             | 1 064 510 $                                         | Terre (int.)                                        | Gabriela Dabrowski Erin Routliffe                   | Ekaterina Alexandrova Zhang Shuai                   | 6-3, 6-3                                            | Tableau                                             |

## Palmarès messieurs

### Simple
| No | Date       | Nom et lieu du tournoi                            | Catégorie                                         | Dotation                                          | Surface                                           | Vainqueur                                         | Finaliste                                         | Score                                             |                                                   |
| -- | ---------- | ------------------------------------------------- | ------------------------------------------------- | ------------------------------------------------- | ------------------------------------------------- | ------------------------------------------------- | ------------------------------------------------- | ------------------------------------------------- | ------------------------------------------------- |
| 1  | 17-07-1978 | MercedesCup, Stuttgart                            |                                                   | 50 000 $                                          | Terre (ext.)                                      | Ulrich Pinner                                     | Kim Warwick                                       | 6-2, 6-2, 7-6                                     |                                                   |
| 2  | 16-07-1979 | MercedesCup, Stuttgart                            |                                                   | 75 000 $                                          | Terre (ext.)                                      | Tomáš Šmíd                                        | Ulrich Pinner                                     | 6-4, 6-0, 6-2                                     |                                                   |
| 3  | 14-07-1980 | MercedesCup, Stuttgart                            |                                                   | 75 000 $                                          | Terre (ext.)                                      | Vitas Gerulaitis                                  | Wojtek Fibak                                      | 6-2, 7-5, 6-2                                     |                                                   |
| 4  | 13-07-1981 | MercedesCup, Stuttgart                            |                                                   | 75 000 $                                          | Terre (ext.)                                      | Björn Borg                                        | Ivan Lendl                                        | 1-6, 7-6, 6-2, 6-4                                |                                                   |
| 5  | 12-07-1982 | MercedesCup, Stuttgart                            |                                                   | 75 000 $                                          | Terre (ext.)                                      | Ramesh Krishnan                                   | Sandy Mayer                                       | 5-7, 6-3, 6-3, 7-6                                |                                                   |
| 6  | 11-07-1983 | MercedesCup, Stuttgart                            |                                                   | 100 000 $                                         | Terre (ext.)                                      | José Higueras                                     | Heinz Günthardt                                   | 6-1, 6-1, 7-6                                     |                                                   |
| 7  | 16-07-1984 | MercedesCup, Stuttgart                            |                                                   | 100 000 $                                         | Terre (ext.)                                      | Henri Leconte                                     | Gene Mayer                                        | 7-6, 6-0, 1-6, 6-1                                |                                                   |
| 8  | 09-09-1985 | MercedesCup, Stuttgart                            |                                                   | 100 000 $                                         | Terre (ext.)                                      | Ivan Lendl                                        | Brad Gilbert                                      | 6-4, 6-0                                          |                                                   |
| 9  | 08-09-1986 | MercedesCup, Stuttgart                            |                                                   | 162 500 $                                         | Terre (ext.)                                      | Martín Jaite                                      | Jonas Svensson                                    | 7-5, 6-2                                          |                                                   |
| 10 | 13-07-1987 | MercedesCup, Stuttgart                            |                                                   | 200 000 $                                         | Terre (ext.)                                      | Miloslav Mečíř                                    | Jan Gunnarsson                                    | 6-0, 6-2                                          |                                                   |
| 11 | 11-07-1988 | MercedesCup, Stuttgart                            |                                                   | 275 000 $                                         | Terre (ext.)                                      | Andre Agassi                                      | Andrés Gómez                                      | 6-4, 6-2                                          |                                                   |
| 12 | 24-07-1989 | MercedesCup, Stuttgart                            |                                                   | 275 000 $                                         | Terre (ext.)                                      | Martín Jaite                                      | Goran Prpić                                       | 6-3, 6-2                                          |                                                   |
| 13 | 16-07-1990 | MercedesCup, Stuttgart                            | Championship Series                               | 825 000 $                                         | Terre (ext.)                                      | Goran Ivanišević                                  | Guillermo Pérez Roldán                            | 6-7, 6-1, 6-4, 7-6                                |                                                   |
| 14 | 15-07-1991 | MercedesCup, Stuttgart                            | Championship Series                               | 825 000 $                                         | Terre (ext.)                                      | Michael Stich                                     | Alberto Mancini                                   | 1-6, 7-69, 6-4, 6-2                               |                                                   |
| 15 | 13-07-1992 | MercedesCup, Stuttgart                            | Championship Series                               | 865 000 $                                         | Terre (ext.)                                      | Andreï Medvedev                                   | Wayne Ferreira                                    | 6-1, 6-4, 65-7, 2-6, 6-1                          |                                                   |
| 16 | 19-07-1993 | MercedesCup, Stuttgart                            | Championship Series                               | 915 000 $                                         | Terre (ext.)                                      | Magnus Gustafsson                                 | Michael Stich                                     | 6-3, 6-4, 3-6, 4-6, 6-4                           |                                                   |
| 17 | 18-07-1994 | MercedesCup, Stuttgart                            | Championship Series                               | 915 000 $                                         | Terre (ext.)                                      | Alberto Berasategui                               | Andrea Gaudenzi                                   | 7-5, 6-3, 7-65                                    |                                                   |
| 18 | 17-07-1995 | MercedesCup, Stuttgart                            | Championship Series                               | 915 000 $                                         | Terre (ext.)                                      | Thomas Muster                                     | Jan Apell                                         | 6-2, 6-2                                          |                                                   |
| 19 | 15-07-1996 | MercedesCup, Stuttgart                            | Championship Series                               | 915 000 $                                         | Terre (ext.)                                      | Thomas Muster                                     | Ievgueni Kafelnikov                               | 6-2, 6-2, 6-4                                     |                                                   |
| 20 | 14-07-1997 | MercedesCup, Stuttgart                            | Championship Series                               | 915 000 $                                         | Terre (ext.)                                      | Àlex Corretja                                     | Karol Kučera                                      | 6-2, 7-65                                         |                                                   |
| 21 | 20-07-1998 | MercedesCup, Stuttgart                            | Series Gold                                       | 915 000 $                                         | Terre (ext.)                                      | Gustavo Kuerten                                   | Karol Kučera                                      | 4-6, 6-2, 6-4                                     | Tableau                                           |
| 22 | 19-07-1999 | MercedesCup, Stuttgart                            | Series Gold                                       | 915 000 $                                         | Terre (ext.)                                      | Magnus Norman                                     | Tommy Haas                                        | 6-7, 4-6, 7-67, 6-0, 6-3                          | Tableau                                           |
| 23 | 17-07-2000 | MercedesCup, Stuttgart                            | Series Gold                                       | 900 000 $                                         | Terre (ext.)                                      | Franco Squillari                                  | Gastón Gaudio                                     | 6-2, 3-6, 4-6, 6-4, 6-2                           | Tableau                                           |
| 24 | 16-07-2001 | MercedesCup, Stuttgart                            | Series Gold                                       | 700 000 $                                         | Terre (ext.)                                      | Gustavo Kuerten                                   | Guillermo Cañas                                   | 6-3, 6-2, 6-4                                     | Tableau                                           |
| 25 | 15-07-2002 | MercedesCup, Stuttgart                            | Int' Series                                       | 475 000 $                                         | Terre (ext.)                                      | Mikhail Youzhny                                   | Guillermo Cañas                                   | 6-3, 3-6, 3-6, 6-4, 6-4                           | Tableau                                           |
| 26 | 14-07-2003 | MercedesCup, Stuttgart                            | Series Gold                                       | 665 000 $                                         | Terre (ext.)                                      | Guillermo Coria                                   | Tommy Robredo                                     | 6-2, 6-2, 6-1                                     | Tableau                                           |
| 27 | 12-07-2004 | MercedesCup, Stuttgart                            | Series Gold                                       | 590 000 $                                         | Terre (ext.)                                      | Guillermo Cañas                                   | Gastón Gaudio                                     | 5-7, 6-2, 6-0, 1-6, 6-3                           | Tableau                                           |
| 28 | 18-07-2005 | MercedesCup, Stuttgart                            | Series Gold                                       | 694 000 $                                         | Terre (ext.)                                      | Rafael Nadal                                      | Gastón Gaudio                                     | 6-3, 6-3, 6-4                                     | Tableau                                           |
| 29 | 17-07-2006 | MercedesCup, Stuttgart                            | Series Gold                                       | 665 000 $                                         | Terre (ext.)                                      | David Ferrer                                      | José Acasuso                                      | 6-4, 3-6, 63-7, 7-5, 6-4                          | Tableau                                           |
| 30 | 16-07-2007 | MercedesCup, Stuttgart                            | Series Gold                                       | 732 000 $                                         | Terre (ext.)                                      | Rafael Nadal                                      | Stanislas Wawrinka                                | 6-4, 7-5                                          | Tableau                                           |
| 31 | 07-07-2008 | MercedesCup, Stuttgart                            | Series Gold                                       | 547 000 €                                         | Terre (ext.)                                      | Juan Martín del Potro                             | Richard Gasquet                                   | 6-4, 7-5                                          | Tableau                                           |
| 32 | 13-07-2009 | MercedesCup, Stuttgart                            | ATP 250                                           | 398 250 €                                         | Terre (ext.)                                      | Jérémy Chardy                                     | Victor Hănescu                                    | 1-6, 6-3, 6-4                                     | Tableau                                           |
| 33 | 12-07-2010 | MercedesCup, Stuttgart                            | ATP 250                                           | 398 250 €                                         | Terre (ext.)                                      | Albert Montañés                                   | Gaël Monfils                                      | 6-2, 1-2, ab.                                     | Tableau                                           |
| 34 | 11-07-2011 | MercedesCup, Stuttgart                            | ATP 250                                           | 398 250 €                                         | Terre (ext.)                                      | Juan Carlos Ferrero                               | Pablo Andújar                                     | 6-4, 6-0                                          | Tableau                                           |
| 35 | 09-07-2012 | MercedesCup, Stuttgart                            | ATP 250                                           | 358 425 €                                         | Terre (ext.)                                      | Janko Tipsarević                                  | Juan Mónaco                                       | 6-4, 5-7, 6-3                                     | Tableau                                           |
| 36 | 08-07-2013 | MercedesCup, Stuttgart                            | ATP 250                                           | 410 200 €                                         | Terre (ext.)                                      | Fabio Fognini                                     | Philipp Kohlschreiber                             | 5-7, 6-4, 6-4                                     | Tableau                                           |
| 37 | 07-07-2014 | MercedesCup, Stuttgart                            | ATP 250                                           | 426 605 €                                         | Terre (ext.)                                      | Roberto Bautista-Agut                             | Lukáš Rosol                                       | 6-3, 4-6, 6-2                                     | Tableau                                           |
| 38 | 08-06-2015 | MercedesCup, Stuttgart                            | ATP 250                                           | 574 965 €                                         | Gazon (ext.)                                      | Rafael Nadal                                      | Viktor Troicki                                    | 7-63, 6-3                                         | Tableau                                           |
| 39 | 06-06-2016 | MercedesCup, Stuttgart                            | ATP 250                                           | 606 525 €                                         | Gazon (ext.)                                      | Dominic Thiem                                     | Philipp Kohlschreiber                             | 62-7, 6-4, 6-4                                    | Tableau                                           |
| 40 | 12-06-2017 | MercedesCup, Stuttgart                            | ATP 250                                           | 630 785 €                                         | Gazon (ext.)                                      | Lucas Pouille                                     | Feliciano López                                   | 4-6, 7-65, 6-4                                    | Tableau                                           |
| 41 | 11-06-2018 | MercedesCup, Stuttgart                            | ATP 250                                           | 656 015 €                                         | Gazon (ext.)                                      | Roger Federer                                     | Milos Raonic                                      | 6-4, 7-63                                         | Tableau                                           |
| 42 | 10-06-2019 | MercedesCup, Stuttgart                            | ATP 250                                           | 679 015 €                                         | Gazon (ext.)                                      | Matteo Berrettini                                 | Félix Auger-Aliassime                             | 6-4, 7-611                                        | Tableau                                           |
| –  | 2020       | Tournoi annulé à cause de la pandémie de Covid-19 | Tournoi annulé à cause de la pandémie de Covid-19 | Tournoi annulé à cause de la pandémie de Covid-19 | Tournoi annulé à cause de la pandémie de Covid-19 | Tournoi annulé à cause de la pandémie de Covid-19 | Tournoi annulé à cause de la pandémie de Covid-19 | Tournoi annulé à cause de la pandémie de Covid-19 | Tournoi annulé à cause de la pandémie de Covid-19 |
| 43 | 07-06-2021 | MercedesCup, Stuttgart                            | ATP 250                                           | 543 210 €                                         | Gazon (ext.)                                      | Marin Čilić                                       | Félix Auger-Aliassime                             | 7-62, 6-3                                         | Tableau                                           |
| 44 | 06-06-2022 | BOSS Open, Stuttgart                              | ATP 250                                           | 692 235 €                                         | Gazon (ext.)                                      | Matteo Berrettini                                 | Andy Murray                                       | 6-4, 5-7, 6-3                                     | Tableau                                           |
| 45 | 12-06-2023 | BOSS Open, Stuttgart                              | ATP 250                                           | 718 410 €                                         | Gazon (ext.)                                      | Frances Tiafoe                                    | Jan-Lennard Struff                                | 4-6, 7-61, 7-68                                   | Tableau                                           |
| 46 | 10-06-2024 | BOSS Open, Stuttgart                              | ATP 250                                           | 734 915 €                                         | Gazon (ext.)                                      | Jack Draper                                       | Matteo Berrettini                                 | 3-6, 7-65, 6-4                                    | Tableau                                           |

### Double
| No | Date       | Nom et lieu du tournoi                              | Catégorie                                           | Dotation                                            | Surface                                             | Vainqueurs                                          | Finalistes                                          | Score                                               |                                                     |
| -- | ---------- | --------------------------------------------------- | --------------------------------------------------- | --------------------------------------------------- | --------------------------------------------------- | --------------------------------------------------- | --------------------------------------------------- | --------------------------------------------------- | --------------------------------------------------- |
| 1  | 17-07-1978 | MercedesCup, Stuttgart                              |                                                     | 50 000 $                                            | Terre (ext.)                                        | Jan Kodeš Tomáš Šmíd                                | Carlos Kirmayr Belus Prajoux                        | 6-3, 7-6                                            |                                                     |
| 2  | 16-07-1979 | MercedesCup, Stuttgart                              |                                                     | 75 000 $                                            | Terre (ext.)                                        | Colin Dowdeswell Frew McMillan                      | Wojtek Fibak Pavel Složil                           | 6-4, 6-2, 2-6, 6-4                                  |                                                     |
| 3  | 14-07-1980 | MercedesCup, Stuttgart                              |                                                     | 75 000 $                                            | Terre (ext.)                                        | Colin Dowdeswell Frew McMillan                      | Chris Lewis John Yuill                              | 6-3, 6-4                                            |                                                     |
| 4  | 13-07-1981 | MercedesCup, Stuttgart                              |                                                     | 75 000 $                                            | Terre (ext.)                                        | Peter McNamara Paul McNamee                         | Mark Edmondson Mike Estep                           | 2-6, 6-4, 7-6                                       |                                                     |
| 5  | 12-07-1982 | MercedesCup, Stuttgart                              |                                                     | 75 000 $                                            | Terre (ext.)                                        | Mark Edmondson Brian Teacher                        | Andreas Maurer Wolfgang Popp                        | 6-3, 6-1                                            |                                                     |
| 6  | 11-07-1983 | MercedesCup, Stuttgart                              |                                                     | 100 000 $                                           | Terre (ext.)                                        | Anand Amritraj Mike Bauer                           | Pavel Složil Tomáš Šmíd                             | 4-6, 6-3, 6-2                                       |                                                     |
| 7  | 16-07-1984 | MercedesCup, Stuttgart                              |                                                     | 100 000 $                                           | Terre (ext.)                                        | Sandy Mayer Andreas Maurer                          | Fritz Buehning Ferdi Taygan                         | 7-6, 6-4                                            |                                                     |
| 8  | 09-09-1985 | MercedesCup, Stuttgart                              |                                                     | 100 000 $                                           | Terre (ext.)                                        | Ivan Lendl Tomáš Šmíd                               | Andy Kohlberg João Soares                           | 3-6, 6-4, 6-2                                       |                                                     |
| 9  | 08-09-1986 | MercedesCup, Stuttgart                              |                                                     | 162 500 $                                           | Terre (ext.)                                        | Hans Gildemeister Andrés Gómez                      | Mansour Bahrami Diego Pérez                         | 6-4, 6-3                                            |                                                     |
| 10 | 13-07-1987 | MercedesCup, Stuttgart                              |                                                     | 200 000 $                                           | Terre (ext.)                                        | Rick Leach Tim Pawsat                               | Mikael Pernfors Magnus Tideman                      | 6-3, 6-4                                            |                                                     |
| 11 | 11-07-1988 | MercedesCup, Stuttgart                              |                                                     | 275 000 $                                           | Terre (ext.)                                        | Sergio Casal Emilio Sánchez                         | Anders Järryd Michael Mortensen                     | 4-6, 6-3, 6-4                                       |                                                     |
| 12 | 24-07-1989 | MercedesCup, Stuttgart                              |                                                     | 275 000 $                                           | Terre (ext.)                                        | Petr Korda Tomáš Šmíd                               | Florin Segarceanu Cyril Suk                         | 6-3, 6-4                                            |                                                     |
| 13 | 16-07-1990 | MercedesCup, Stuttgart                              | Championship Series                                 | 825 000 $                                           | Terre (ext.)                                        | Pieter Aldrich Danie Visser                         | Per Henricsson Nicklas Utgren                       | 6-3, 6-4                                            |                                                     |
| 14 | 15-07-1991 | MercedesCup, Stuttgart                              | Championship Series                                 | 825 000 $                                           | Terre (ext.)                                        | Wally Masur Emilio Sánchez                          | Omar Camporese Goran Ivanišević                     | 4-6, 6-3, 6-4                                       |                                                     |
| 15 | 13-07-1992 | MercedesCup, Stuttgart                              | Championship Series                                 | 865 000 $                                           | Terre (ext.)                                        | Glenn Layendecker Byron Talbot                      | Marc Rosset Javier Sánchez                          | 4-6, 6-3, 6-4                                       |                                                     |
| 16 | 19-07-1993 | MercedesCup, Stuttgart                              | Championship Series                                 | 915 000 $                                           | Terre (ext.)                                        | Tom Nijssen Cyril Suk                               | Gary Muller Piet Norval                             | 7-6, 6-3                                            |                                                     |
| 17 | 18-07-1994 | MercedesCup, Stuttgart                              | Championship Series                                 | 915 000 $                                           | Terre (ext.)                                        | Scott Melville Piet Norval                          | Jacco Eltingh Paul Haarhuis                         | 7-6, 7-5                                            |                                                     |
| 18 | 17-07-1995 | MercedesCup, Stuttgart                              | Championship Series                                 | 915 000 $                                           | Terre (ext.)                                        | Tomás Carbonell Francisco Roig                      | Ellis Ferreira Jan Siemerink                        | 3-6, 6-3, 6-4                                       |                                                     |
| 19 | 15-07-1996 | MercedesCup, Stuttgart                              | Championship Series                                 | 915 000 $                                           | Terre (ext.)                                        | Libor Pimek Byron Talbot                            | Tomás Carbonell Francisco Roig                      | 6-2, 5-7, 6-4                                       |                                                     |
| 20 | 14-07-1997 | MercedesCup, Stuttgart                              | Championship Series                                 | 915 000 $                                           | Terre (ext.)                                        | Gustavo Kuerten Fernando Meligeni                   | Donald Johnson Francisco Montana                    | 6-4, 6-4                                            |                                                     |
| 21 | 20-07-1998 | MercedesCup, Stuttgart                              | Series Gold                                         | 915 000 $                                           | Terre (ext.)                                        | Olivier Delaitre Fabrice Santoro                    | Joshua Eagle Jim Grabb                              | 6-1, 3-6, 6-3                                       | Tableau                                             |
| 22 | 19-07-1999 | MercedesCup, Stuttgart                              | Series Gold                                         | 915 000 $                                           | Terre (ext.)                                        | Jaime Oncins Daniel Orsanic                         | Aleksandar Kitinov Jack Waite                       | 6-2, 6-1                                            | Tableau                                             |
| 23 | 17-07-2000 | MercedesCup, Stuttgart                              | Series Gold                                         | 900 000 $                                           | Terre (ext.)                                        | Jiří Novák David Rikl                               | Lucas Arnold Ker Donald Johnson                     | 5-7, 6-2, 6-3                                       | Tableau                                             |
| 24 | 16-07-2001 | MercedesCup, Stuttgart                              | Series Gold                                         | 700 000 $                                           | Terre (ext.)                                        | Guillermo Cañas Rainer Schüttler                    | Michael Hill Jeff Tarango                           | 4-6, 7-61, 6-4                                      | Tableau                                             |
| 25 | 15-07-2002 | MercedesCup, Stuttgart                              | Int' Series                                         | 475 000 $                                           | Terre (ext.)                                        | Joshua Eagle David Rikl                             | David Adams Gastón Etlis                            | 6-3, 6-4                                            | Tableau                                             |
| 26 | 14-07-2003 | MercedesCup, Stuttgart                              | Series Gold                                         | 665 000 $                                           | Terre (ext.)                                        | Tomáš Cibulec Pavel Vízner                          | Ievgueni Kafelnikov Kevin Ullyett                   | 3-6, 6-3, 6-4                                       | Tableau                                             |
| 27 | 12-07-2004 | MercedesCup, Stuttgart                              | Series Gold                                         | 590 000 $                                           | Terre (ext.)                                        | Jiří Novák Radek Štěpánek                           | Simon Aspelin Todd Perry                            | 6-2, 6-4                                            | Tableau                                             |
| 28 | 18-07-2005 | MercedesCup, Stuttgart                              | Series Gold                                         | 694 000 $                                           | Terre (ext.)                                        | José Acasuso Sebastián Prieto                       | Mariano Hood Tommy Robredo                          | 7-64, 6-3                                           | Tableau                                             |
| 29 | 17-07-2006 | MercedesCup, Stuttgart                              | Series Gold                                         | 665 000 $                                           | Terre (ext.)                                        | Gastón Gaudio Max Mirnyi                            | Yves Allegro Robert Lindstedt                       | 7-5, 64-7, [12-10]                                  | Tableau                                             |
| 30 | 16-07-2007 | MercedesCup, Stuttgart                              | Series Gold                                         | 732 000 $                                           | Terre (ext.)                                        | František Čermák Leoš Friedl                        | Guillermo García-López Fernando Verdasco            | 6-4, 6-4                                            | Tableau                                             |
| 31 | 07-07-2008 | MercedesCup, Stuttgart                              | Series Gold                                         | 547 000 €                                           | Terre (ext.)                                        | Christopher Kas Philipp Kohlschreiber               | Michael Berrer Mischa Zverev                        | 6-3, 6-4                                            | Tableau                                             |
| 32 | 13-07-2009 | MercedesCup, Stuttgart                              | ATP 250                                             | 398 250 €                                           | Terre (ext.)                                        | František Čermák Michal Mertiňák                    | Victor Hănescu Horia Tecău                          | 7-5, 6-4                                            | Tableau                                             |
| 33 | 12-07-2010 | MercedesCup, Stuttgart                              | ATP 250                                             | 398 250 €                                           | Terre (ext.)                                        | Carlos Berlocq Eduardo Schwank                      | Christopher Kas Philipp Petzschner                  | 7-65, 7-66                                          | Tableau                                             |
| 34 | 11-07-2011 | MercedesCup, Stuttgart                              | ATP 250                                             | 398 250 €                                           | Terre (ext.)                                        | Jürgen Melzer Philipp Petzschner                    | Marcel Granollers Marc López                        | 6-3, 6-4                                            | Tableau                                             |
| 35 | 09-07-2012 | MercedesCup, Stuttgart                              | ATP 250                                             | 358 425 €                                           | Terre (ext.)                                        | Jérémy Chardy Łukasz Kubot                          | Michal Mertiňák André Sá                            | 6-1, 6-3                                            | Tableau                                             |
| 36 | 08-07-2013 | MercedesCup, Stuttgart                              | ATP 250                                             | 410 200 €                                           | Terre (ext.)                                        | Facundo Bagnis Thomaz Bellucci                      | Tomasz Bednarek Mateusz Kowalczyk                   | 2-6, 6-4, [11-9]                                    | Tableau                                             |
| 37 | 07-07-2014 | MercedesCup, Stuttgart                              | ATP 250                                             | 426 605 €                                           | Terre (ext.)                                        | Mateusz Kowalczyk Artem Sitak                       | Guillermo García-López Philipp Oswald               | 2-6, 6-1, [10-7]                                    | Tableau                                             |
| 38 | 08-06-2015 | MercedesCup, Stuttgart                              | ATP 250                                             | 574 965 €                                           | Gazon (ext.)                                        | Rohan Bopanna Florin Mergea                         | Alexander Peya Bruno Soares                         | 5-7, 6-2, [10-7]                                    | Tableau                                             |
| 39 | 06-06-2016 | MercedesCup, Stuttgart                              | ATP 250                                             | 606 525 €                                           | Gazon (ext.)                                        | Marcus Daniell Artem Sitak                          | Oliver Marach Fabrice Martin                        | 64-7, 6-4, [10-8]                                   | Tableau                                             |
| 40 | 12-06-2017 | MercedesCup, Stuttgart                              | ATP 250                                             | 630 785 €                                           | Gazon (ext.)                                        | Jamie Murray Bruno Soares                           | Oliver Marach Mate Pavić                            | 64-7, 7-5, [10-5]                                   | Tableau                                             |
| 41 | 11-06-2018 | MercedesCup, Stuttgart                              | ATP 250                                             | 656 015 €                                           | Gazon (ext.)                                        | Philipp Petzschner Tim Pütz                         | Robert Lindstedt Marcin Matkowski                   | 7-65, 6-3                                           | Tableau                                             |
| 42 | 10-06-2019 | MercedesCup, Stuttgart                              | ATP 250                                             | 679 015 €                                           | Gazon (ext.)                                        | John Peers Bruno Soares                             | Rohan Bopanna Denis Shapovalov                      | 7-5, 6-3                                            | Tableau                                             |
| –  | 2020       | Tournoi annulé à cause de la pandémie à coronavirus | Tournoi annulé à cause de la pandémie à coronavirus | Tournoi annulé à cause de la pandémie à coronavirus | Tournoi annulé à cause de la pandémie à coronavirus | Tournoi annulé à cause de la pandémie à coronavirus | Tournoi annulé à cause de la pandémie à coronavirus | Tournoi annulé à cause de la pandémie à coronavirus | Tournoi annulé à cause de la pandémie à coronavirus |
| 43 | 07-06-2021 | MercedesCup, Stuttgart                              | ATP 250                                             | 543 210 €                                           | Gazon (ext.)                                        | Marcelo Demoliner Santiago González                 | Ariel Behar Gonzalo Escobar                         | 4-6, 6-3, [10-8]                                    | Tableau                                             |
| 44 | 06-06-2022 | BOSS Open, Stuttgart                                | ATP 250                                             | 692 235 €                                           | Gazon (ext.)                                        | Hubert Hurkacz Mate Pavić                           | Tim Pütz Michael Venus                              | 7-63, 7-65                                          | Tableau                                             |
| 45 | 12-06-2023 | BOSS Open, Stuttgart                                | ATP 250                                             | 718 410 €                                           | Gazon (ext.)                                        | Nikola Mektić Mate Pavić                            | Kevin Krawietz Tim Pütz                             | 7-62, 6-3                                           | Tableau                                             |
| 46 | 10-06-2024 | BOSS Open, Stuttgart                                | ATP 250                                             | 734 915 €                                           | Gazon (ext.)                                        | Rafael Matos Marcelo Melo                           | Julian Cash Robert Galloway                         | 3-6, 6-3, [10-8]                                    | Tableau                                             |